# ديفيد إس. جي. غودمان
ديفيد إس. جي. غودمان (بالإنجليزية: David SG Goodman)‏ هو أكاديمي أسترالي، ولد في 19 فبراير 1948.